# Art Kite Museum
Das Art Kite Museum war ein Museum für Kunst und Flugobjekte, insbesondere Drachen, in Detmold. Es bestand von 2000 bis 2005.

## Geschichte
Das Art Kite Museum wurde als Expo-2000-Projekt gegründet und am 1. April 2000 eröffnet. Ab 2001 war es in privater Hand. In seiner ständigen Ausstellung präsentierte das Museum auf mehr als 2000 m² eine weltweit einmalige Sammlung künstlerisch gestalteter Drachen. Kurz vor seiner Schließung war das Museum im Besitz von 156 Exponaten, von denen im Wechsel 80 bis 90 in der Ausstellung zu sehen waren, darunter Werke so bekannter Künstler wie Friedensreich Hundertwasser, Panamarenko, Niki de Saint Phalle, Jean Tinguely, Ilja Kabakow und anderen, die zeitgenössische Kunst mit der japanischen Tradition des Drachenbaus verbanden. Neben der Dauer- gab es Sonderausstellungen, die sich z. B. mit der Geschichte der Luftfahrt beschäftigten.

## Räumlichkeiten

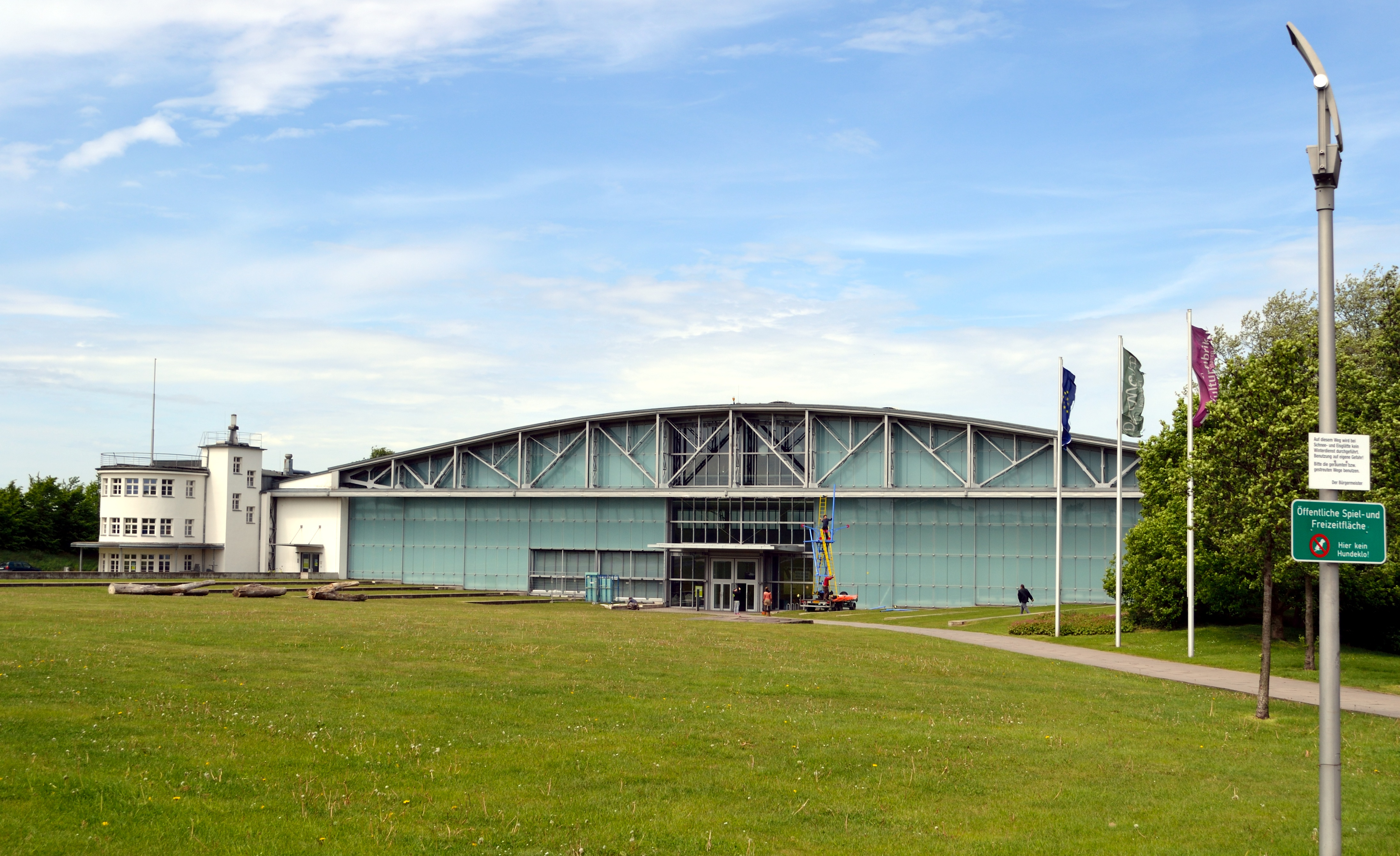
Hangar 21 im Jahr 2012

Das Museum war in einem in den 1930er Jahren errichteten, von dem Architekturbüro Gerkan, Marg und Partner umgebauten Hangar (Hangar 21) auf dem ehemaligen Fliegerhorst Hohenloh am Charles-Lindbergh-Ring untergebracht.

## Kritik
Schon vor Eröffnung war das Projekt wegen der hohen Kosten ein sowohl im Rat der Stadt Detmold als auch in der Bevölkerung viel diskutiertes Politikum. 7,5 Millionen Euro Fördermittel flossen für den Umbau des Hangars vom NRW-Städtebauministerium. Die optimistischen Besucherzahl-Prognosen der Befürworter erwiesen sich langfristig als unrealistisch. Das Museum wurde am 27. Februar 2005 geschlossen. Paul Eubel, Leiter des Goethe-Institutes in Palermo, der die Sammlung im Namen des Goethe-Instituts verwaltete, brachte die Exponate daraufhin nach Sizilien. Über die weitere Nutzung des Museumshangars ist eine rege Diskussion im Gange.